# Tales of Symphonia
Tales of Symphonia (テイルズ オブ シンフォニア?, Teiruzu obu Shinfonia) è un videogioco di ruolo prodotto da Namco. È uscito per Gamecube in Giappone il 29 agosto del 2003, vendendo 953 000 copie, in Canada e Stati Uniti il 13 luglio del 2004 e in Europa il 19 novembre del 2004. Il gioco è uscito solo in Giappone anche per PlayStation 2 il 22 settembre del 2004, vendendo 486 000 copie.
È il quinto titolo della serie Tales of, ed è stato il terzo gioco nella serie ad essere pubblicato ufficialmente negli USA, ed il primo ad uscire in Europa. Il nome caratteristico del genere di Tales of Symphonia è To Resonate With You RPG (君と響きあうRPG?, Kimi to hibiki au RPG). Tales of Symphonia si svolge molto prima di Tales of Phantasia (quindi è un lontano prequel). Il gioco ha venduto 118 000 copie nelle prime due settimane di vendita negli Stati Uniti ed è arrivato a vendere 1,4 milioni di copie in tutto il mondo.
Nel giugno del 2007 Ufotable ha pubblicato un OAV in Giappone basato sugli eventi di Symphonia. Uno spin-off dal titolo Tales of Symphonia: Dawn of the New World per Wii è uscito in Giappone il 26 giugno del 2008 e in America l'11 novembre dello stesso anno, e in Europa il 13 novembre del 2009. I primi acquirenti dello spin-off hanno anche trovato un DVD bonus assieme al gioco, intitolato Dramatic DVD.
Nel giugno del 2013 viene annunciata la rimasterizzazione in HD, per PlayStation 3, di Tales of Symphonia e del suo seguito Tales of Symphonia: Dawn of the New World, dal titolo Tales of Symphonia Chronicles, poi distribuita il 10 ottobre 2013 in Giappone e a febbraio 2014 in America del Nord e in Europa. Nel luglio 2015, Bandai Namco annuncia Tales of Symphonia HD per PC, la quale è poi uscita il 2 febbraio 2016.
Nel settembre 2022 è stata annunciata una remaster del gioco intitolata Tales of Symphonia Remastered per Nintendo Switch, PlayStation 4 e Xbox One, che verrà poi pubblicata il 17 febbraio 2023.

## Trama
Il gioco inizia nel mondo di Sylvarant, una terra che sta soffrendo per l'enorme mancanza di mana, la fonte dell'energia che è necessaria sia per la magia che per sostenere la stessa vita. Quando le coltivazioni cominciano a marcire e ci sono molte difficoltà, la gente ripone le sue speranze sul Prescelto, un servo e messia della dea Martel, che può ribaltare le malattie del mondo completando il viaggio per la rigenerazione del mondo. Per rigenerare il mondo, il Prescelto deve viaggiare da un continente all'altro, svegliando i Summon Spirit, degli spiriti guardiani, che dormono in templi antichi conosciuti come "sigilli". Ogni volta che si rompe un sigillo, il Prescelto diventa sempre più simile ad un angelo. Solo quando il Prescelto completerà la sua trasformazione in angelo il mondo sarà rigenerato. La prescelta di questa rigenerazione è Colette Brunel; lei viaggia con il personaggio principale Lloyd Irving, con la sua insegnante e guaritrice Raine Sage, con il fratello minore di Raine, Genis, e un mercenario di nome Kratos Aurion.
Con l'avanzare del gioco, molte rivelazioni vengono fatte sulla rigenerazione del mondo e sulle trame nascoste che complicano lo scenario. Una delle prime rivelazioni è che diventare un angelo forza la Prescelta a rinunciare agli aspetti che la rendono umana. Con la rottura del primo sigillo, la Prescelta perde la necessità di mangiare; col secondo sigillo, perde il sonno; col terzo, perde la possibilità di sentire delle sensazioni fisiche; e dopo la rottura del quarto sigillo, la Prescelta non può più parlare. Il quinto e ultimo sigillo richiede alla Prescelta di rinunciare al suo cuore, alla sua memoria, e alla sua stessa vita. Quando questo processo è completato, il corpo della Prescelta diventerà un tutt'uno con la dea Martel.
Siccome il pellegrinaggio della Prescelta significa la vita per Sylvarant, molti dei suoi abitanti sostengono gli sforzi di Colette. Comunque, alcuni si oppongono al viaggio, compresi i Desiani, un'organizzazione terroristica di mezzelfi che risentono della discriminazione che la loro razza ha subito per anni. Un altro personaggio è un'assassina, Sheena Fujibayashi, che afferma che la vita per Sylvarant significa la morte per il suo mondo. In ogni caso, dopo avere fatto pace con il gruppo, lei spiega di venire da un secondo mondo chiamato Tethe'alla, che giace parallelo a Sylvarant. Riempire le scorte di mana in Sylvarant cambia il flusso del mana, quindi lo porta via da Tethe'alla - un processo molto simile ad una clessidra - e causerà in quest'ultimo mondo un declino mentre Sylvarant prospererà. Una volta Sylvarant e Tethe'alla erano un unico mondo, ma esso venne diviso dall'eroe leggendario della guerra di Kharlan, Mithos, per evitare l'elevato sfruttamento del mana che portava a conflitti. Per peggiorare le cose, l'oggetto che era considerato essere la fonte di tutto il mana, l'Albero del Mana, non esiste più; esiste solo un singolo seme di questo albero, ma Mithos gli ha proibito di germinare.
Il gruppo riesce a spezzare tutti i sigilli, e Colette diventa il corpo di Martel. Comunque, loro apprendono che l'angelo che li ha guidati nel loro viaggio li stava usando. Il gruppo viene tradito da Kratos, che si scopre essere un angelo. Il resto del gruppo allora va su Tethe'alla per cercare risposte, e il loro obiettivo cambia dal salvare il mondo di Sylvarant a salvare i due mondi senza il sacrificio della vita del Prescelto. Per farlo, decidono di spezzare i legami che tengono uniti i due mondi per separarli, facendo così finire la lotta per il mana.
Per fare questo, devono affrontare l'opposizione dei Desiani, che sono controllati da un mezzelfo malvagio di nome Yggdrassil. Il gruppo resta scioccato quando viene a sapere che Yggdrassil e l'eroe leggendario "Mithos" sono la stessa persona; durante la guerra di Kharlan, la sorella di Mithos, Martel, è stata ferita uccisa, e l'intero sforzo della chiesa è stato focalizzato verso la sua resurrezione. I Desiani, nel frattempo, sono lo sforzo di Mithos per punire entrambi i mondi per la loro infinita discriminazione verso i mezzelfi come lui. Mentre i suoi due compagni della guerra di Kharlan, Kratos Aurion e Yuan, in un primo momento sostengono i suoi ideali, successivamente lo ostacolano in segreto: Yuan comanda una resistenza e Kratos aiuta Colette e Lloyd. In particolar modo, Kratos svela a Lloyd che Yggdrassil ha usato il potere della "Eternal Sword", una spada quasi mitica dall'immenso potere, per dividere il mondo originario in due. Comunque, Lloyd non potrebbe tenere questa spada fino a quando il sigillo di Origin, che giace dentro Kratos, non viene rotto. Il duello è particolarmente stressante per i due personaggi, perché Kratos ha da poco rivelato di essere il padre dell'orfano Lloyd.
Lloyd e i suoi amici riescono a ottenere il controllo della Eternal Sword, e a rompere i collegamenti che legano Tethe'alla e Sylvarant insieme, sconfiggendo Mithos. Comunque, questo fa andare il Grande Seme fuori controllo. Alla fine, il gruppo fa rivivere un antico albero che produce sempre mana, il che, con l'aiuto dell'Eternal Sword, riunisce i due mondi un'altra volta.

## Modalità di gioco

### Le battaglie
Come altri giochi precedenti nella serie di Tales of, Tales of Symphonia usa una versione del sistema di battaglia a movimento lineare - un sistema di battaglia in tempo reale. Quando il gruppo è nella mappa del mondo, possono iniziare delle battaglie incontrando dei mostri visibili sul terreno. Durante la battaglia, fino a quattro giocatori possono controllare ognuno un personaggio. I personaggi non controllati da giocatori verranno controllati dalla IA, e può essere impostata per operare secondo specifiche tattiche; i giocatori possono determinare quali tecniche o magie il personaggio può usare nella battaglia. È possibile giocare in multiplayer con dei controller addizionali solo durante le battaglie, con gli altri giocatori che controllano un membro del gruppo anche se la visuale resta incentrata sul personaggio guidato dal primo giocatore. Le scelte fatte dalla IA possono essere controllate dal giocatore mettendo il gioco in pausa e selezionando ordini dal menu; il giocatore può anche impostare certe tattiche, incantesimi, o strategie su certi pulsanti, permettendo di usarli velocemente in battaglia senza mettere il gioco in pausa. Il movimento in battaglia è relativo al nemico. Ogni personaggio e il nemico da lui affrontato definiscono un piano, perpendicolare al suolo, nel quale è ristretto il movimento. I personaggi possono attaccare, difendere, o usare la magia e tecniche speciali. Difendersi è molto più importante in Symphonia che in episodi precedenti, visto che i personaggi subiscono più danni quando non si difendono rispetto a personaggi precedenti nella serie, e il difendersi evita lo stordimento del personaggio. Comunque, essere colpito da dietro mentre si sta difendendo causa un "Guard Break" (letteralmente una rottura della difesa), lasciando il personaggio vulnerabile per un breve periodo.
Un'altra caratteristica del sistema di battaglia a movimento lineare è l'overlimit. I personaggi entrano in overlimit dopo avere accumulato diversi punti di tensione. Molte cose contribuiscono alla tensione, sebbene il fattore più ovvio sia l'essere colpito. Per esempio, un personaggio che cucina un pasto con un ingrediente che gli piace aumenta i punti di tensione. Comunque, i punti di tensione di un personaggio si azzerano quando muore. L'overlimit permette di eseguire azioni senza interruzione, riduce i danni subiti dal personaggio e permette di lanciare intantesimi più velocemente. Alcuni attacchi possono essere eseguiti solo se il personaggio si trova in overlimit; per esempio, Genis deve essere in overlimit per usare l'incantesimo "Indignition Judgment", e Sheena deve essere in overlimit per evocare un Summon Spirit col quale ha fatto un patto. Anche certi nemici possono andare in overlimit.
Fare delle combo su un nemico riempie la Unison Gauge. Quando essa è piena, si può effettuare un Unison Attack, durante il quale ogni personaggio usa un attacco speciale scelto dal giocatore uno dopo l'altro; certi attacchi, quando usati, creano un attacco combinato che causa ulteriori danni al nemico. Lloyd, Genis e Colette inoltre possiedono mosse speciali, che possono essere attivate sotto specifiche condizioni. La versione per PS2 contiene queste mosse speciali anche per altri personaggi, compresi alcuni boss e ogni membro del gruppo.
Dei Gradi sono assegnati dopo ogni battaglia. Sono aggiunti o sottratti in base a criteri specifici che sono stati usati in battaglia. Per esempio, fare delle combo aumenta i Gradi, mentre fare morire un personaggio li toglie; anche la durata della battaglia ha effetti sui Gradi. Essi possono essere usati per comprare degli oggetti particolari e delle gemme EX, o per comprare dei bonus quando si inizia un nuovo gioco (dopo avere completato quello che si sta attualmente giocando)

### Sistema delle abilità
Tales of Symphonia usa un sistema a punti esperienza, nel quale i personaggi aumentano la forza e le abilità con l'accumularsi delle esperienze in battaglia. Diversi fattori controllati dal giocatore determinano quali forze e abilità ottiene il personaggio.
Ogni personaggio può equipaggiare fino a quattro gemme EX di forza variabile; ogni gemma può essere impostata su una specifica abilità, dal rafforzare le statistiche al dare dei bonus fuori dalle battaglie. Per esempio, la gemma EX di livello 2 di Zelos gli permette di ottenere oggetti dalle donne. Per la maggior parte, le gemme EX sono diverse per ogni personaggio.
Ogni personaggio ha fino a 25 titoli, che sono ottenuti completando certi eventi o sfide. I titoli riflettono aspetti della personalità del personaggio o le loro conquiste. I titoli possono essere ottenuti in certi punti della trama principale, partecipando ad eventi secondari, salendo di livello, eseguendo speciali circostanze in battaglia, e realizzando condizioni uniche. La maggior parte dei titoli determina quali statistiche aumenteranno quando il personaggio sale di livello, ma pochi hanno anche altri effetti, come il potere accedere a minigiochi o cambiare il costume del personaggio.

### Oggetti
In Tales of Symphonia ci sono diversi modi di curare i personaggi. Ci sono i classici elementi da RPG come gli alberghi e gli oggetti curativi, ma i personaggi possono anche imparare delle ricette da un personaggio stravagante conosciuto come il Wonder Chef, che spesso si traveste da oggetto fuori posto, per esempio da rivista. Se il personaggio ha gli ingredienti necessari, può preparare un piatto che avrà effetti benefici sul gruppo, come il recupero di punti ferita o di punti delle tecniche, il curare le malattie, come gli avvelenamenti, o l'aumento temporaneo delle statistiche del personaggio. Comunque, a volte i piatti possono essere preparati senza successo, il che significa avere sprecato ingredienti e avere benefici notevolmente ridotti. Sebbene ogni ricetta necessiti di alcuni ingredienti specifici (per esempio, per fare un sandwich ci vuole il pane), i personaggi possono aggiungere diversi ingredienti secondari. Inoltre, i personaggi non sono tutti ugualmente bravi a cucinare; il talento di un personaggio di cucinare un piatto è indicato da una serie di stelle vuote, che può variare in lunghezza e che viene riempita man mano che il personaggio migliora la sua abilità in cucina.
Symphonia inoltre presenta un sistema di "costumizzazione", nel quale alcuni personaggi non giocanti miglioreranno l'equipaggiamento se vengono forniti loro i giusti oggetti (spesso un'arma dello stesso tipo, insieme ad almeno un oggetto raccolto nel gioco). Gli oggetti necessari e l'equipaggiamento che ne risulta dipendono dal personaggio che offre la costumizzazione. Certe armi e armature sono ottenibili solo con la costumizzazione.

### Sketch e affettività
Oltre alle cut-scene, diversi sketch tra i personaggi possono essere visti mentre si è in giro per il mondo, nelle città o nei dungeon. Essi comprendono ritratti animati dei personaggi, dei sottotitoli e, solo nella versione giapponese, le voci dei personaggi. Ce ne sono di due tipi: il primo viene azionato premendo il pulsante Z, e il secondo è legato a luoghi fisici sulla mappa del mondo. Alcuni compaiono automaticamente. I loro argomenti variano dallo sviluppo dei personaggi ai dettagli secondari alla commedia.
Gli sketch visibili mentre si cammina nel mondo hanno effetti sulle relazioni tra Lloyd e gli altri membri del gruppo. Il giocatore potrà prendere certe decisioni che hanno effetti impercettibili su cosa pensano gli altri personaggi di Lloyd, come scegliere i personaggi che aiutano o viaggiano con Lloyd in certi punti del gioco. Alcune scelte avranno minori ramificazioni nella storia del gioco. Inoltre, il sistema degli affetti influenzerà la storia, dato che il personaggio più legato a Lloyd verrà allontanato da lui dopo un punto molto importante nella trama. In base a quale personaggio è, gli effetti della loro amicizia sulla trama possono variare da poco a molto. Per esempio, se Sheena è molto legata a Lloyd, lei diventerà il suo nuovo amore, mentre se Lloyd è molto legato a Regal ci saranno effetti minimi sulla trama.

## Personaggi
- Lloyd Irving (presente anche come personaggio giocabile nel videogioco Soulcalibur Legends per la console Nintendo Wii)
- Colette Brunel (Collet Brunel nella versione giapponese)
- Kratos Aurion
- Genis Sage (Genius Sage nella versione giapponese)
- Raine Sage (Refill Sage nella versione giapponese)
- Sheena Fujibayashi (Shihna Fujibayashi nella versione giapponese)
- Zelos Wilder
- Presea Combatir
- Regal Bryant

Il personaggio principale del gioco è Lloyd Irving, che accompagna la sua amica di infanzia, la Prescelta Colette Brunel, nel suo viaggio per rigenerare il mondo. Gli altri protettori di Colette sono il suo amico Genis Sage, la sua insegnante e sorella di Genis, Rain Sage, e Kratos Aurion, un mercenario dal passato misterioso. Più avanti nel gioco, si aggiungono altre quattro persone: Presea Combatir, una ragazza forte ma strana, Zelos Wilder, un playboy arrogante che è il Prescelto di Tethe'alla, Sheena Fujibayashi, una ninja e Regal Bryant, un ex galeotto.

## Sviluppo
Il gioco poi chiamato Tales of Symphonia è stato annunciato la prima volta in una conferenza stampa l'8 maggio del 2002.
Il gioco è stato prodotto da Akira Yoshizumi, un produttore della Namco. La creazione dei personaggi è stata affidata a Kōsuke Fujishima, noto mangaka e disegnatore giapponese famoso tra gli appassionati per essersi già occupato dei disegni di Tales of Phantasia e Tales of the Abyss e, nel campo nei fumetti, per le sue celebri opere Oh, mia dea! e Sei in arresto!.
Sebbene il gioco doveva essere una esclusiva per GameCube, nell'aprile del 2004 venne annunciato un porting per la PS2, uscito solo in Giappone per volere di Nintendo, creatrice e quindi proprietaria degli script tradotti. La versione per PS2 contiene caratteristiche aggiuntive, come due cutscene extra in stile anime, diverse scene opzionali e trame secondarie, nuovi mostri, più tecniche e attacchi Unison, e costumi aggiuntivi.

## Colonna sonora
Ogni versione del gioco ha il suo tema di introduzione. Il tema di introduzione nella versione originale giapponese di Tales of Symphonia su GameCube è Starry Heavens, della band giapponese Day After Tomorrow. Per la versione per PS2, la canzone viene sostituita da Soshite Boku ni Dekiru Koto, anch'essa dei Day After Tomorrow. Il tema di introduzione per le versioni del Nord America e PAL è un arrangiamento musicale del compositore giapponese Motoi Sakuraba.

## Accoglienza
| Pubblicazione             | Voto       |
| ------------------------- | ---------- |
| 1UP.com                   | B+         |
| Electronic Gaming Monthly | 8,17 su 10 |
| Eurogamer                 | 9 su 10    |
| Nintendo Power            | 9,5 su 10  |
| Game Informer             | 8,75 su 10 |
| GameSpot                  | 8,8 su 10  |
| GameSpy                   | 4 su 5     |
| IGN                       | 8,5 su 10  |
| X-Play                    | 4 su 5     |

Tales of Symphonia ha ottenuto sia l'apprezzamento dalla critica sia il consenso del pubblico. È stato apprezzato per il suo stile artistico, per il suo sistema di battaglie, per la storia, e il sonoro, e venne ben accolta nella libreria del GameCube, povera di giochi di ruolo. Il Game Informer del gennaio 2009 lo classifica 24° tra i "25 migliori titoli per GameCube". Nintendo Power lo classifica 107° nella lista dei "200 migliori giochi per Nintendo". I lettori di IGN lo classificano 75° nei "100 migliori giochi", mentre i lettori di GameFAQs lo classificano 81° in una lista simile.
La versione per GameCube ha venduto 953 000 copie in tutto il mondo, e la versione per PS2 ne ha vendute 486 000. Le due versioni rendono Symphonia il gioco con più successo nella serie; separate, la versione per GameCube è la terza nelle vendite della serie dei Tales of, dopo Tales of Destiny e Tales of Destiny 2.

## Adattamenti
Il 20 giugno 2006, Namco ha annunciato una serie OAV ufficiale su Tales of Symphonia. I quattro episodi sono usciti in Giappone l'8 giugno, il 10 agosto, il 24 ottobre e il 21 dicembre, Sono stati diretti da Haruo Tonosaki e avevano il design dei personaggi curato da Akira Matsushima. I primi quattro episodi coprono la sezione di gioco su Sylvarant, finendo con la prima visita del gruppo su Tethe'alla. Al Tales of Festival 2008, è stato annunciato un continuo alla serie prevista per la primavera del 2010 in Giappone.
Il tema musicale per la seconda metà degli OAV è lit."Canary in the Sky" (天空のカナリア?, "Tenkuu no Canaria") cantata da Nana Mizuki, la voce giapponese di Colette Brunel.
Gli episodi usavano il tema di apertura "Almateria" di Eri Kawai e il tema di chiusura lit."Wish" (願い?, "Negai") di Kaori Hikita. I primi quattro episodi vennero pubblicati su quattro DVD separati tra l'8 luglio del 2007 e il 21 dicembre dello stesso anno. Un box di dischi blu-ray contenente tutti e quattro gli episodi è stato pubblicato il 26 settembre del 2008.
Nel 2010 è stata pubblicata in italiano anche la versione manga, in 6 volumi, a cura della GP Manga.